# Sourans
Sourans ist eine französische Gemeinde mit 116 Einwohnern (Stand: 1. Januar 2022) im Département Doubs in der Region Bourgogne-Franche-Comté.

## Geographie
Sourans liegt auf 370 m, etwa 17 Kilometer südwestlich der Stadt Montbéliard (Luftlinie). Das Dorf erstreckt sich im Tal des Ruisseau de Sourans südlich des Doubstals und nördlich der Lomontkette, in den äußersten nördlichen Höhenzügen des Juras.
Die Fläche des 4,20 km² großen Gemeindegebiets umfasst einen Abschnitt des französischen Juras. Der Hauptteil des Gebietes wird vom Tal des Ruisseau de Sourans eingenommen, das einen maximal 300 m breiten, flachen Talboden besitzt. Der Bach entwässert das Gebiet nach Norden zum Ruisseau du Bié und damit zum Doubs. Das Tal ist rund 50 bis 100 m in die umgebenden Höhen eingeschnitten, welche eine tafeljuraartige Hochfläche am Nordfuß der Lomontkette bilden. Mit 558 m wird am Rand des Hochplateaus bei Goux-lès-Dambelin die höchste Erhebung von Sourans erreicht. Die Landschaft zeigt ein lockeres Gefüge aus Acker- und Wiesland sowie Waldflächen.
Zu Sourans gehört der Weiler Le Rochet (410 m) auf der Höhe westlich des Sourans-Tales. Nachbargemeinden von Sourans sind Saint-Maurice-Colombier im Norden, Goux-lès-Dambelin im Osten, Hyémondans und Lanthenans im Süden sowie Blussans im Westen.

## Geschichte
Im Mittelalter gehörte Sourans zur Herrschaft Granges, die im 14. Jahrhundert unter die Oberhoheit der Grafen von Montbéliard kam. Zusammen mit der Franche-Comté gelangte das Dorf mit dem Frieden von Nimwegen 1678 an Frankreich. Heute ist Sourans Teil des Gemeindeverbandes Deux Vallées Vertes.

## Sehenswürdigkeiten
Die Kapelle von Sourans wurde im Jahr 1960 erbaut.

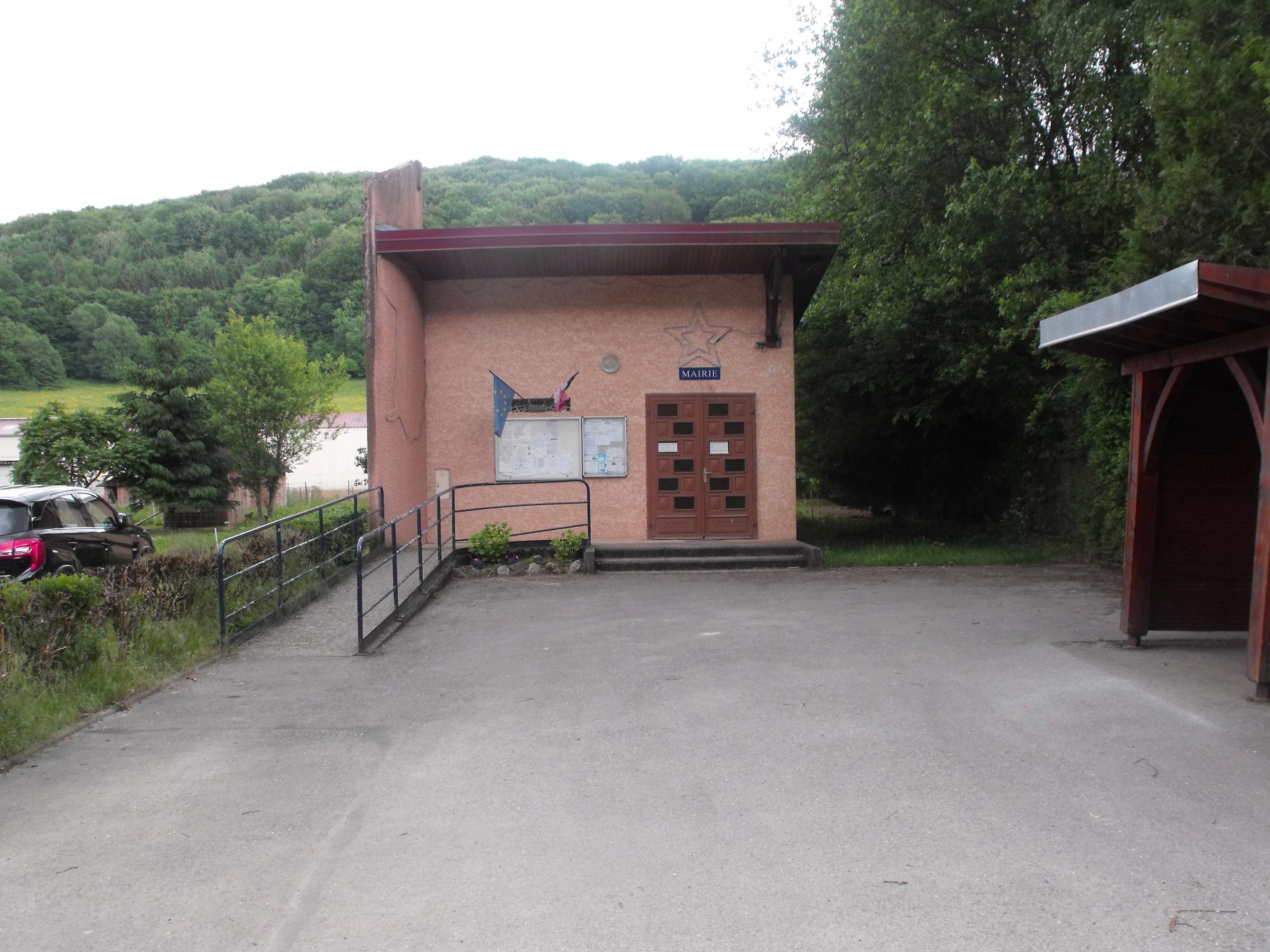
Mairie Sourans
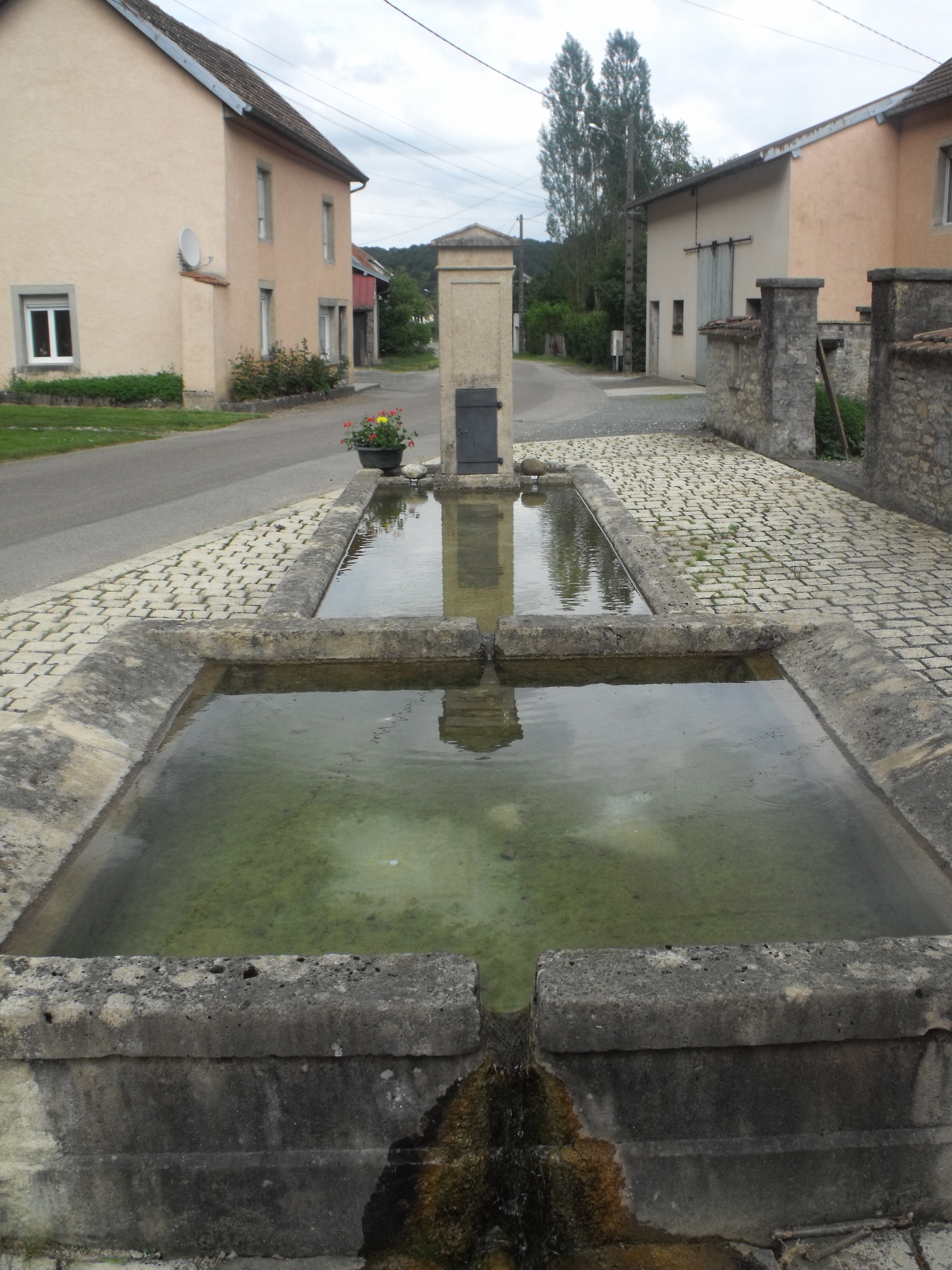
Brunnen

## Bevölkerung
| Jahr                       | 1962 | 1968 | 1975 | 1982 | 1990 | 1999 | 2004 | 2016 |
| Einwohner                  | 88   | 98   | 113  | 115  | 119  | 128  | 121  | 119  |
| Quellen: Cassini und INSEE |      |      |      |      |      |      |      |      |

Mit 116 Einwohnern (Stand 1. Januar 2022) gehört Sourans zu den kleinsten Gemeinden des Départements Doubs. Nachdem die Einwohnerzahl in der ersten Hälfte des 20. Jahrhunderts abgenommen hatte (1886 wurden noch 142 Personen gezählt), wurde seit Beginn der 1960er Jahre wieder ein leichtes Bevölkerungswachstum verzeichnet.

## Wirtschaft und Infrastruktur
Sourans war bis weit ins 20. Jahrhundert hinein ein vorwiegend durch die Landwirtschaft (Ackerbau, Obstbau und Viehzucht) und die Forstwirtschaft geprägtes Dorf. Noch heute leben die Bewohner zur Hauptsache von der Tätigkeit im ersten Sektor. Außerhalb des primären Sektors gibt es nur wenige Arbeitsplätze im Dorf. Einige Erwerbstätige sind auch Wegpendler, die in den umliegenden größeren Ortschaften ihrer Arbeit nachgehen.
Die Ortschaft liegt abseits der größeren Durchgangsstraßen an einer Departementsstraße, die von L’Isle-sur-le-Doubs nach Hyémondans führt. Der nächste Anschluss an die Autobahn A36 befindet sich in einer Entfernung von ungefähr zehn Kilometern. Weitere Straßenverbindungen bestehen mit Lanthenans und Goux-lès-Dambelin.